# Доротово (Вармінсько-Мазурське воєводство)
Доротово (пол. Dorotowo, нім. Darethen) — село в Польщі, у гміні Ставіґуда Ольштинського повіту Вармінсько-Мазурського воєводства.
Населення — 368 осіб (2011).

## Демографія
Демографічна структура станом на 31 березня 2011 року:
|          | Загалом | Допрацездатний вік | Працездатний вік | Постпрацездатний вік |
| -------- | ------- | ------------------ | ---------------- | -------------------- |
| Чоловіки | 192     | 38                 | 138              | 16                   |
| Жінки    | 176     | 33                 | 120              | 23                   |
| Разом    | 368     | 71                 | 258              | 39                   |